# Ali Kocs
Ali Kocs (macedónul: Али Коч) település Észak-Macedóniában, a Délkeleti körzetben, a Radovisi járásban.

## Népesség
| Lakosok száma | 305  | 343  | 243  | 293  | 374  | 352  | 356  | 328  | 393  |
|               | 1948 | 1953 | 1961 | 1971 | 1981 | 1991 | 1994 | 2002 | 2021 |

- 2002-ben 328 lakosa volt, akik közül 327 török és 1 egyéb.